# Mordellistena chujoi
Mordellistena chujoi là một loài bọ cánh cứng trong họ Mordellidae. Loài này được Hatayama miêu tả khoa học năm 1985.